# 왕다루
왕다루(중국어 정체자: 王大陸, 병음: Wáng dà Lù, 한자음: 왕대륙, 영어: Darren Wang 대런 왕[*], 1991년 5월 29일 ~ )는 중화민국의 영화배우이다.
대표작으로 타이완 영화 《장난스런 키스》, 《나의 소녀시대》가 있다.
과거에 병역 기피 혐의로 체포되었으며, 이번엔 살인 미수 혐의로 조사를 받고 있다. 하지만 약 2원의 보석금을 내고 석방되었다.

## 출연 작품

### 영화
| 연도 | 제목                  | 역할     |
| ---- | --------------------- | -------- |
| 2021 | 《슈퍼 미》           |          |
| 2019 | 《쿵푸》              |          |
| 2019 | 《루키스》            | 펑       |
| 2018 | 《기환지려》          |          |
| 2018 | 《랑전하》            |          |
| 2019 | 《장난스런 키스》     | 장즈수   |
| 2017 | 《교주전: 천공의 눈》 |          |
| 2017 | 《영웅본색 4》        | 마크     |
| 2016 | 《청춘로드》          | 아쉔     |
| 2016 | 《레일로드 워》       | 대국     |
| 2016 | 《28세 미성년》       | 얀       |
| 2015 | 《나의 소녀시대》     | 쉬타이위 |
| 2014 | 《아적정적시초인》    |          |

### 드라마
| 연도 | 제목                  | 역할   | 비고   |
| ---- | --------------------- | ------ | ------ |
| 2008 | 벽력MIT               | 양성개 | 데뷔작 |
| 2010 | 사신소녀              | 소해   |        |
| 2010 | 국민영웅              | 고영은 |        |
| 2014 | 백보하적고근혜        | 가우호 |        |
| 2015 | 투규심사              | 왕대륙 |        |
| 2017 | 파인애플빵의 남자친구 |        |        |
| 2017 | 불장1                 |        |        |
| 2017 | 역습지성도최찬        | 왕대륙 |        |
| 2017 | 귀취정지목야궤사      | 호천   |        |
| 2018 | 랑전하                | 주우문 | 주연   |

## 수상
- 2016년 제5회 아시아태평양스타어워즈 라이징스타상